# Geëerde Gemalin Mei

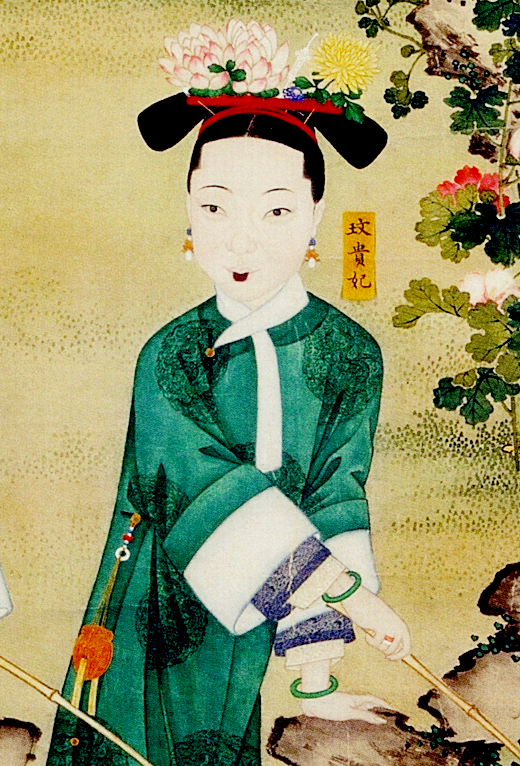
Afbeelding van Mei in het paleismuseum

Geëerde gemalin Mei (Hanzi: 玫貴妃徐佳氏, Mei Guifei Xu Jiashi) (1837 – 1890) was een bijvrouw van de Chinese keizer Xianfeng.
Zij betrad de Verboden Stad tijdens de eerste electie voor 's keizers harem in 1852. Zij werd een bijvrouw van lage rang, omdat zij een arme familie had. 
Om onbekende redenen werd zij later gedegradeerd. Kort daarna werd zij weer gedegradeerd omdat zij een dienstmeid ernstig mishandeld zou hebben. Zij zou ook plezier hebben gehad met een eunuch wat verboden was. Haar rang was nu zo laag als een dienstmeid. Een korte tijd later werd zij weer in eer herstel en werd zij weer gepromoveerd na de geboorte van een zoon in 1858. Haar zoon overleed echter al op jonge leeftijd. Na de geboorte van haar zoon werd zij vereerd met de titel keizerlijke concubine Mei. In 1861 overleed de keizer en werd zij gepromoveerd tot gemalin. Na de dood van keizer Tongzhi in 1875 werd zij weer gepromoveerd. Mei overleed in het zestiende regeringsjaar van de keizer Guangxu. Zij werd begraven in het Tingling-mausoleum voor keizerlijke bijvrouwen. 